# さいたま見沼出入口

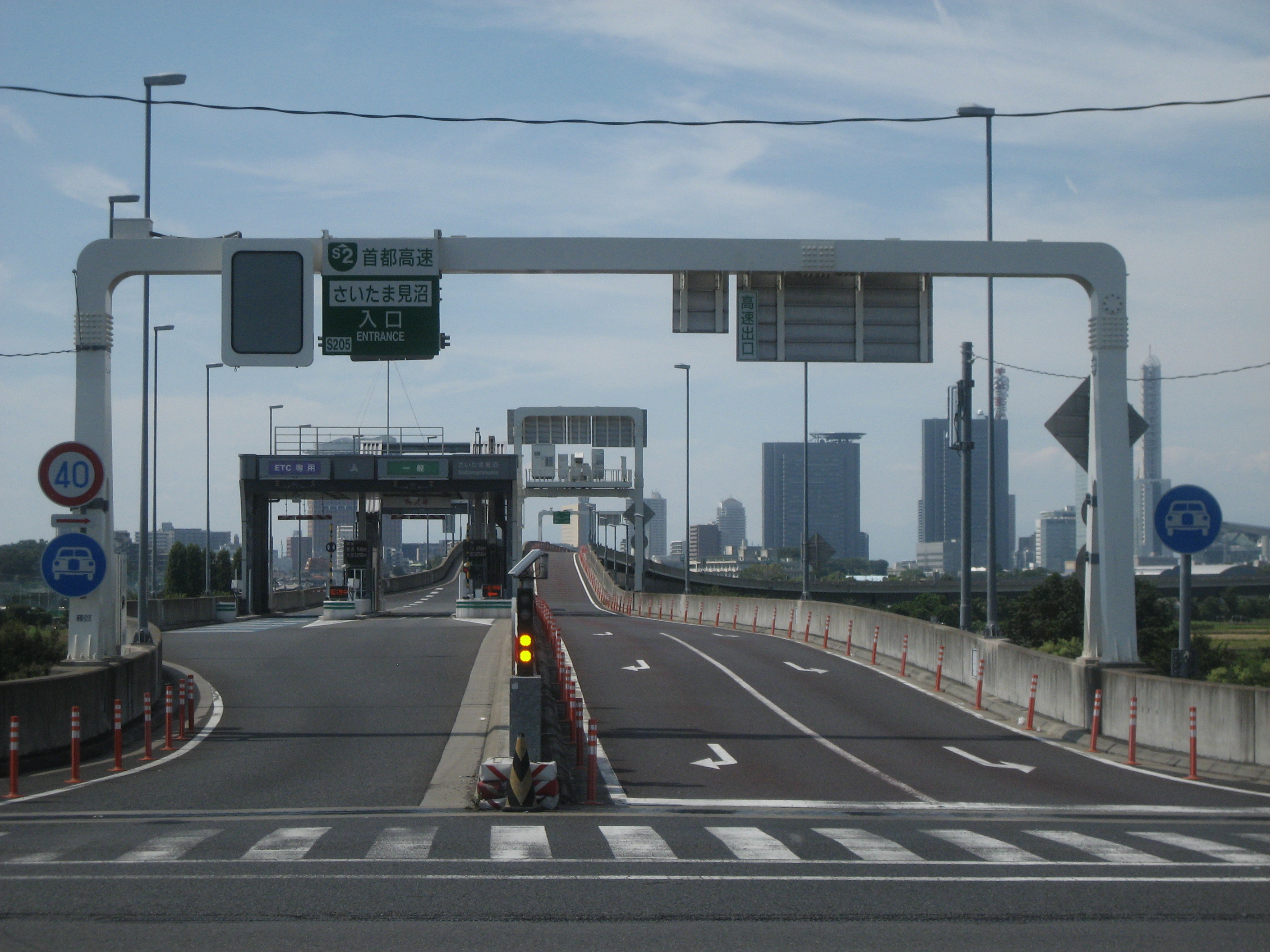
さいたま見沼出入口

さいたま見沼出入口（さいたまみぬまでいりぐち）は、埼玉県さいたま市緑区大字三浦にある、首都高速道路埼玉新都心線 (S2) の出入口である。計画時の仮称は第二産業道路出入口であった。
埼玉新都心線の終点であることから、高速道路の本線と第二産業道路がT字交差点で接続する形となっている。
2022年（令和4年）4月1日以降、入口はETC専用となっている。
尚、埼玉新都心線は、首都圏中央連絡自動車道と東京外環自動車道の間の環状道路として計画されている核都市広域幹線道路の一部に含まれており、埼玉県およびさいたま市の都市計画では、当出入口から東北道浦和料金所付近迄を繋ぐ高速埼玉東西連絡道路という構想がある。

## 接続道路
- 埼玉県道1号さいたま川口線（第二産業道路）

## 周辺
- 周辺は見沼田んぼがあり、田んぼを抜けると、さいたま市緑区や見沼区の住宅が多い地域に接続する。
- 埼玉県道65号さいたま幸手線
- さいたま市立病院
- さいたま市立浦和博物館
- さいたま市立さくら草特別支援学校
- 自治医科大学附属さいたま医療センター
- さいたま市消防局大宮消防署
  - さいたま市防災センター
- 合併記念見沼公園
- さいたま市大宮南部浄化センター
- 埼玉県障害者交流センター

## 料金所
- レーン数：2
  - ETC専用：1
  - サポート : 1

## 隣
首都高速埼玉新都心線
(S203/S204) 新都心出入口 - (S205) さいたま見沼出入口